# Shatter
Shatter — компьютерная аркада 2009 года, разработанная и изданная новозеландской компанией Sidhe Interactive. Игра была выпущена 23 июля 2009 года для PlayStation 3 в сервисе PlayStation Network, 15 марта 2010 года игра вышла на Microsoft Windows, 18 сентября 2012 года на OS X и 14 марта 2013 года на Linux. Обновлëнная версия, изданная Netflix и разработанная PikPok, дочерней компанией Sidhe, вышла 23 марта 2022 года для iOS и Android в сервисе Netflix Games. Новое переиздание под названием Shatter Remastered Deluxe от PikPok, вышло в четвертом квартале 2022 года для Windows, Nintendo Switch, PlayStation 4, PlayStation 5, Xbox One и Xbox Series X/S.
Shatter использует игровые механики Arkanoid и Brick Breaker с добавлением физических воздействий «притягивания» и «отталкивания», чтобы дать игроку более полный контроль над шаром и другими физическими объектами.

## Игровой процесс

Битва с боссом. Показан интерфейс игры и её игровой процесс.

Цель игрока — с помощью ракетки и шара разбить все кирпичи-блоки на уровне. Физические воздействия в виде притягивания и отталкивания влияют на траекторию шара, поэтому их можно использовать для более точного направления шара в определённые цели. Кирпичи в Shatter представлены в виде механизмов со своими особенностями: восприимчивость к физическим воздействиям (будут двигаться к ракетке или от неё), повышенная прочность, взрыв, ракетный удар, свободное падение, контроль гравитации, поглощение осколков и так далее. Каждый кирпич разбивается на осколки, которые можно собрать притягиванием. При сборе осколки дают очки и увеличивают заряд энергии. Энергия нужна для активации щита, чтобы избегать нокаута при контакте с механизмами и атаками боссов, и Осколочной бури — пулеметной атаки, помогающей разбивать кирпичи и наносить урон боссам. Щит тратит энергию, но его можно деактивировать в любой момент, Осколочная буря же полностью истощает энергию, если не была прервана нокаутом ракетки или переходом на следующий этап. Соприкосновение с ракеткой незначительно прибавляет энергию. Разбивая кирпичи, есть шанс получить случайные бонусы в виде дополнительной энергии, жизней (шаров), удвоения осколков и счёта, бронешара (разбивает почти все виды кирпичей на своём пути) и манёврошара (имеет улучшенную управляемость с помощью физических воздействий ракетки). В зависимости от этапа в «Режиме истории» или игрового режима может меняться положение ракетки (слева или снизу), а также вид игрового поля (прямоугольное или круговое), что добавляет разнообразия в игровой процесс.
В Shatter несколько игровых режимов: «История», «Охота на боcсов», «Бонусный режим», «Бездна» и «На время». Два последних также доступны в кооперативном варианте, в котором можно соревноваться с другим игроком. В начале любого режима у игрока имеется три жизни (шара). При контакте с блоками-механизмами жизни не тратятся, но тратится энергия, а игрок ненадолго уходит нокаут и теряет контроль над ракеткой. Игрок может запустить до трех шаров в игру, но тогда у него не останется жизней, и при потере последнего шара игра закончится. Отсчёт очков при перезапуске начнётся заново. Сюжетный режим разделен на 10 миров: «Кинетический урожай», «Рассвет», «Гранулярный экстрактор», «Криптоновый сад», «Фреон», «Аметистовые пещеры», «Неоновые шахты», «Аргоновый завод», «Родной мир Ксенона» и «Конец света». Вырвавшись из под контроля машин, игрок должен пройти все десять этапов, устраняя враждебные машины и разрушая механизмы. Всего в игре 90 уровней. В каждом мире по семь волн кирпичей, одной битве с боссом — опасным механическим противником, к которому требуется особый подход, — и одного бонусного уровня. На бонусном уровне не работают механики отталкивания и притягивания, так как нет кирпичей, бонусов и осколков. На игровое поле изначально запущены три шара, и всё, что требуется игроку — набрать как можно больше дополнительных очков. Потеряв все шары на бонусном уровне, игрок с набранными очками переходит на следующий этап. В «Режиме бездны» бесконечно появляются новые волны кирпичей, и цель игрока — продержаться как можно дольше, набирая очки. В режиме «На время» нужно набрать как можно больше очков за пять минут. «Бонусный режим» представляет собой три бонусных уровня подряд. Цель игрока в «Бонусном режиме» — набрать как можно больше очков, отбивая шары ракеткой. В режиме «Охота на боссов» необходимо как можно быстрее победить боссов всех десяти миров «Режима истории».

## Разработка
Shatter является второй оригинальной игрой от Sidhe. Изначально планировалось, что разработка игры займёт год, но было выделено дополнительное время на доработку игровых механик, и в итоге срок разработки составил 18 месяцев, в ходе которого над игрой трудились от 4 до 5 человек одновременно. Концепция Shatter была придумана Энди Саттертуэйтом, гейдизайнером предыдущей игры Sidhe GripShift. Первоначальная идея новой игры состояла в том, чтобы «переизобрести» Arkanoid, деконструировав жанр, выделив и улучшив основные элементы, а также проверив различные гипотезы.
Принятый подход включал изучение многих элементов. Первый прототип, созданный с помощью Flash, изменил схему управления ракеткой. Команда полагалась на пользовательское тестирование, чтобы оценить игру и выявить проблемы. Со временем прототип игры улучшался, но проблемы оставались: системы «притягивания» и «отталкивания» доставляли неудобства, поскольку игроки упускали ракетку из виду. В итоге область воздушного потока, испускаемого ракеткой, стала ограничена, чтобы шаром было проще контролировать. Эта оригинальная игровая механика призвана преодолеть традиционные ограничения классических арканоидов; кроме того, по сравнению с ними в Shatter значительно меньше геймплейных бонусов. Игра выполнена с использованием трёхмерной графики.
Игра разработана с использованием движка PhyreEngine. По словам технического директора Sidhe Марио Винандса, такое кроссплатформенное и бесплатное решение было наиболее подходящим для проекта с «ограниченным бюджетом». В качестве основных инструментов использовались Adobe Photoshop, Maya и Visual Studio, а также собственный редактор уровней.
15 марта 2010 года Shatter вышла для Windows в Steam. Эта версия включала в себя дополнительные режимы. Версии для Mac OS X и Linux были выпущены как часть Humble Indie Bundle 6. На мобильных устройствах iOS и Android игра вышла под названием Shatter Remastered. Самая новая версия игры под названием Shatter Remastered Deluxe вышла 2 ноября 2022 года на всех актуальных платформах. Обновлённые версии версия включают в себя улучшенную графику, интерфейс, музыкальное сопровождение и звук.

### Саундтрек
Музыка к Shatter была написана электронным музыкантом Джеремайей Россом, работающим под псевдонимом Module, и была выложена на Bandcamp одновременно с выпуском игры на PSЗ. Также оригинальный саундтрек игры доступен для покупки в Steam c 30 июля 2012 года.
| №   | Название                    | Длительность |
| --- | --------------------------- | ------------ |
| 1.  | «Kinetic Harvest»           | 6:36         |
| 2.  | «Aurora»                    | 7:28         |
| 3.  | «Granular Extractor»        | 6:31         |
| 4.  | «Krypton Garden»            | 6:29         |
| 5.  | «Freon World»               | 7:29         |
| 6.  | «Amethyst Caverns»          | 5:15         |
| 7.  | «Neon Mines»                | 6:02         |
| 8.  | «Argon Refinery»            | 8:50         |
| 9.  | «Xenon Home World»          | 6:18         |
| 10. | «The End Of The World»      | 6:45         |
| 11. | «Boss Music (all sections)» | 3:01         |
| 12. | «Homelands (Credits Music)» | 5:17         |
| 13. | «Glass Halls (Menu Music)»  | 2:51         |
| 14. | «Hyperspace Bonus Level»    | 2:44         |

Саундтрек включает 14 треков и более 80 минут музыки, смешавшей в себе различные жанры: от электро до глэм и электроник-рока. Большое влияние на композитора оказал французский дуэт Daft Punk. Композитор старался запечатлеть в музыке «Эпоху открытий» 1980-х годов, а также вдохновлялся звуковым сопровождением классических аркад с аркадных автоматов и компьютеров того периода, таких как Amiga, Commodore 64 и Atari ST5. Независимый музыкант более года сотрудничал с Sidhe, в том числе с музыкальным продюсером Джосом Раффеллом. Музыка неразрывно связана с Shatter, её эстетика развивалась вместе с игрой. Ранняя версия саундтрека была основана на идее борьбы с машинами и была довольно мрачной. Окончательная версия более оптимистична и сосредоточена на эмоциональном путешествии. Джеремайя Росс работал с секвенсором Ableton Live, позволившим композитору воспроизвести большинство используемых инструментов электрогитары до синтезатора.

## Восприятие
| Сводный рейтинг    | Сводный рейтинг          |
| Агрегатор          | Оценка                   |
| ------------------ | ------------------------ |
| GameRankings       | PS3: 85,67 % ПК: 85,08 % |
| Metacritic         | PC: 84/100 PS3 86/100    |
| Иноязычные издания |                          |
| Издание            | Оценка                   |
| 1UP.com            | B                        |
| Destructoid        | 8,5/10                   |
| Eurogamer          | 8/10                     |
| G4                 | 4/5                      |
| GamePro            | [ 26 ]                   |
| GameRevolution     | B                        |
| GameSpot           | 8/10                     |
| GameZone           | 8,5/10                   |
| IGN                | 9/10                     |

Игра получила положительные отзывы на обеих платформах, согласно сайту-агрегатору Metacritic. Оли Уэлш из Eurogamer считает Shatter «увлекательной, умной, хорошо выполненной аркадой» с «абсолютно фантастическим» ретро-футуристическим саундтреком». По его мнению, оригинальные особенности игры привносят беспрецедентную для жанра силу и гибкость: у игрока появляются инструменты, чтобы контролировать случайности и играть творчески. Дэймон Хэтфилд с сайта IGN посчитал, что «Shatter стоит с Breakout и Arkanoid в одном ряду лучших арканоидов всех времён». IGN признало её «лучшей игрой в PlayStation Store» 2009 года. GameSpot хвалит изобретательность игрового процесса, «запоминающиеся» битвы с боссами, «выдающийся» саундтрек и хорошую интеграцию с таблицами лидеров. Основными объектами для критики стала непрозрачная система подсчёта очков и длительность игры. Версия для PS3 была охарактеризована 1UP.com как одна из самых инновационных игр на E3 2009. Позже 1UP.com в своем обзоре назвали игру «прекрасной интерпретацией старого стиля Brick Breaker» и похвалили введение новой и интересной игровой механики в классический поджанр аркад. Однако рецензент Рэй Барнхольт отметил краткость игры, заявив, что её можно пройти за пару дней.
Shatter получила награду Австралийской ассоциации разработчиков игр в 2009 году как «Лучшая загружаемая игра» (также Shatter была номинирована в категориях «Аудио», «Геймплей» и «Игра года»). Саундтрек Джеремайи Росса был представлен на Independent Games Festival в 2010 году и получил несколько наград от специализированных СМИ, в том числе «Лучший оригинальный саундтрек» 2009 года на сайте Giant Bomb.
Летом 2018 года, благодаря уязвимости в защите Steam Web API, стало известно, что точное количество пользователей сервиса Steam, которые играли в игру хотя бы один раз, составляет 255 073 человека.